# Even in the Quietest Moments
Even in the Quietest Moments... es el quinto álbum de estudio del grupo británico Supertramp, publicado por la compañía discográfica A&M Records en abril de 1977. El álbum fue grabado principalmente en los Caribou Ranch Studios de Colorado, con sobregrabaciones y mezclas añadidas en el Records Plant de Los Ángeles. Fue el primer trabajo de Supertramp en el que participó el ingeniero Peter Henderson, quien trabajó con el grupo durante sus tres siguientes discos.
Even in the Quietest Moments... alcanzó el puesto dieciséis en la lista estadounidense Billboard 200, y pocos meses después de su lanzamiento, se convirtió en el primer disco de Supertramp en ser certificado como disco de oro por la RIAA al superar el medio millón de copias vendidas. Además, el sencillo «Give a Little Bit» se convirtió en un top 20 en los Estados Unidos y alcanzó el puesto veintinueve en la lista UK Singles Chart. En 1978, el álbum fue situado en el puesto 63 de la lista The World Critic Lists, que reconocía los doscientos mejores álbumes de todos los tiempos según el criterio de críticos musicales y pinchadiscos.

## Trasfondo
Aunque todas las canciones están acreditadas como escritas por Rick Davies y Roger Hodgson, solo «Even in the Quietest Moments» fue una colaboración real entre ambos músicos. Davies escribió «Lover Boy», «Downstream» y «From Now On», mientras que Hodgson compuso «Give a Little Bit», «Babaji» y «Fool's Overture».
Sobre «Lover Boy», Davies comentó: «Me inspiré en anuncios de revistas de hombres que te decían cómo conquistar a las mujeres. Si no te has acostado con al menos cinco mujeres en dos semanas, te podemos devolver tu dinero». Bob Siebenberg relató que «Rick había estado trabajando en "Lover Boy" durante bastante tiempo y finalmente se le ocurrió esa larga parte intermedia»."
La mayor parte de la canción «Even in the Quietest Moments» fue escrita durante una prueba de sonido para el concierto en el Tivoli Gardens de Copenhague. Davies y Hodgson trabajaron las distintas partes de la canción con Hodgson sentado en un sintetizador Oberheim y con Davies tocando la batería. Davies comentó sobre la música: «Comienza con una melodía muy estándar y luego entalla en una especie de progresión de un solo acorde o quizás deberíamos llamarlo una digresión. Es algo donde hay cientos de sonidos que entran y salen, una especie de collage». Sobre la letra, Hodgson comentó: «Es una especie de canción de amor dual. Podía ser para una mujer o para Dios».
«Downstream» está interpretada únicamente por Davies, cantando y tocando el piano en una única toma. Siebenberg describió la canción como su favorita en el álbum «porque es muy personal y muy pura». Por otra parte, «Fool's Overture» tenía como título provisional «The String Machine Epic», y según John Helliwell, «surgió principalmente de unas pocas melodías en las que Roger había trabajado con la máquina de cuerdas que usábamos en el escenario».
El álbum se convirtió en el único trabajo de Supertramp en el que ninguna canción contó con un piano eléctrico Wurlitzer, instrumento característico de discos anteriores. No obstante, la canción «From Now On» incluyó un Fender Rhodes en la sección intermedia.

## Recepción
En una reseña de 1981, Robert Christgau comentó de forma jocosa que, a diferencia de la mayoría del rock progresivo, que es «un ruido de fondo pretencioso muy difícil de ignorar», el álbum es «un ruido modesto que suena bien cuando se desliza en los oídos».
En una reseña retrospectiva, Stephen Thomas Erlewine definió el álbum como «elegante y ligeramente absurdo, ingenioso pero un poco oscuro», aunque también afirmó que «pone un mayor énfasis en las melodías y en texturas suaves que cualquier publicación anterior de Supertramp». Erlewine criticó el álbum por no estar «completamente formado», pero destacó «Give a Little Bit», «Fool's Overture» y «From Now On» como dignos de alabanza.
En junio de 2002, A&M Records reeditó una versión remasterizada de Even in the Quietest Moments... junto al resto del catálogo musical del grupo entre 1974 y 1987.

## Lista de canciones
Todas las canciones escritas y compuestas por Rick Davies y Roger Hodgson. 
| Cara A |                                |               |          |  |
| N.º    | Título                         | Voz principal | Duración |  |
| 1.     | «Give a Little Bit»            | Roger Hodgson | 4:10     |  |
| 2.     | «Lover Boy»                    | Rick Davies   | 6:50     |  |
| 3.     | «Even in the Quietest Moments» | Roger Hodgson | 6:30     |  |
| 4.     | «Downstream»                   | Rick Davies   | 4:00     |  |

| Cara B |                   |               |          |  |
| N.º    | Título            | Voz principal | Duración |  |
| 5.     | «Babaji»          | Roger Hodgson | 4:52     |  |
| 6.     | «From Now On»     | Rick Davies   | 6:21     |  |
| 7.     | «Fool's Overture» | Roger Hodgson | 10:52    |  |

## Personal
- Rick Davies: voz y teclados.
- John Helliwell: saxofón, melódica, clarinete y coros.
- Roger Hodgson: voz, guitarra y teclados.
- Bob C. Benberg: batería y percusión.
- Dougie Thomson: bajo.
- Gary Mielke: oberheim.

## Posición en listas
| País                | Lista                           | Posición |
| ------------------- | ------------------------------- | -------- |
| Alemania Occidental | West German Media Control Chart | 14       |
| Australia           | Kent Music Report               | 5        |
| Canadá              | RPM Albums Chart                | 1        |
| Estados Unidos      | Billboard 200                   | 16       |
| Francia             | French SNEP Albums Chart        | 4        |
| Noruega             | VG-lista Albums Chart           | 3        |
| Nueva Zelanda       | New Zealand Albums Chart        | 2        |
| Países Bajos        | Dutch Albums Chart              | 1        |
| Reino Unido         | UK Albums Chart                 | 12       |

| Sencillo            | País                | Lista                           | Posición |
| ------------------- | ------------------- | ------------------------------- | -------- |
| «Give a Little Bit» | Australia           | Kent Music Report               | 43       |
| «Give a Little Bit» | Alemania Occidental | West German Media Control Chart | 29       |
| «Give a Little Bit» | Canadá              | RPM Singles Chart               | 8        |
| «Give a Little Bit» | Estados Unidos      | Billboard Hot 100               | 15       |
| «Give a Little Bit» | Países Bajos        | Dutch Top 40                    | 2        |
| «Give a Little Bit» | Reino Unido         | UK Singles Chart                | 29       |

## Certificaciones
| País           | Organismo certificador | Certificación | Ventas certificadas | Ref.   |
| -------------- | ---------------------- | ------------- | ------------------- | ------ |
| Estados Unidos | RIAA                   | Oro           | 500 000             | [ 4 ]  |
| Canadá         | CRIA                   | Platino       | 100 000             | [ 5 ]  |
| Francia        | SNEP                   | Platino       | 387 000             | [ 21 ] |
| Alemania       | BVMI                   | Oro           | 250 000             | [ 3 ]  |
| Reino Unido    | BPI                    | Plata         | 60 000              | [ 22 ] |
| Suiza          | IFPI Switzerland       | Platino       | 50 000              | [ 23 ] |